# 中共中央办公厅特别会计室
中共中央办公厅特别会计室，是中共中央办公厅内设机构，负责特别会计工作。

## 沿革
抗日战争期间的1941年，由于受到中国国民党的严密封锁，中共中央在经济内外交困的情况下，号召各单位建立自己的“家务”。于是各单位开荒种粮、纺纱织布，并抽出资金和人力到国统区乃至香港做生意，从而为党积累了不少资金。1941年9月，为统一管理这些特别经费，中共中央决定设立中共中央书记处特别会计科（以下简称特会科），并且明确特会科主要负责管理中共地下党的活动经费、援外经费及中央会议所需全部经费。当时特会科的主要资金来源包括：（1）党的秘密企业（党员企业）所赚的钱；（2）各中央局上缴的黄金（因当时各解放区货币不统一，故只能上缴黄金）；（3）作战的战利品；（4）中央及各中央局统一收取的党费；（5）抗日战争时期海外爱国人士及华侨捐助的款项。特会科主任为赖祖烈，直属任弼时领导。
1948年3月，中央前委、中央后委机关开始向河北省平山县西柏坡转移。此次转移穿越陕西省、山西省、河北省的二十余个县。中央书记处特会科抵达西柏坡后，被安排到东、西柏坡两村口之间的一个大土棚子内，当时党的特别经费及人员都在该大棚子里。贵重物品都存在三眼窑洞里，其中最东边一眼窑洞存放古董如宝石、象牙等，中间一眼窑洞放置一台保险柜，内存重要钱款和账本，西边一眼窑洞存放从陕北运来的黄金。这些党的特别经费在关键时刻曾起过重要作用。例如1946年6月李先念领导的新四军第五师6万余人被国民党30余万军队围困在鄂东宣化店，中央领导指示特会科迅速筹备法币、美元，后来用飞机空投到五师驻地，解除了五师的经济困境{{subst:Citation needed/auto|中央领导指示特会科迅速筹备法币、美元，后来用飞机空投到五师驻地，解除了五师的经济困境}}。1946年夏，国民政府还都南京，八路军驻重庆办事处也随之迁至南京，并在上海设办事处，在北平、天津、上海创办报纸，这些都使用了党的特别经费。毛泽东指示，经费开支要节省，一般情况下不能动用。
1949年1月初的中共中央政治局会议上，毛泽东明确提出：党的特别经费，以不搞为好。中共中央决定，党不再搞贸易和商业活动。1949年3月，中共中央和中国人民解放军总部从西柏坡迁往北平。为确保党的特别经费的安全，特会科未随中央一同进京，而是在1949年3月底才离开西柏坡赴北平，当时动用了七辆卡车。党的特别经费全部放进中国人民银行地下库房。进京后，党的特别经费就此完成任务，并分别处理：例如邓洁在北平经营的一批商店、电影院及计划在密云开挖的金矿，全部移交北平市；赖祖烈在北平做生意留下的金条银元，及几方存在东交民巷中国银行保险库的古印，折价出售给中国人民银行，钱存在特会科；在香港的华润公司、五丰商行等，因香港仍为英国控制，所以只能交给中共香港工委管理。经过上述处理，党的特别经费中凡与商贸有关的部分均脱钩。特会科仅留下折价出售所得的款项、党员上缴的党费和毛泽东的稿费。
随后，特会科编入中共中央办公厅（简称中办），改为中共中央办公厅特别会计室，由杨尚昆直接领导。一直到“文化大革命”前，中办一直设有特别会计室。特别会计室负责管理中共中央特别经费和协调使用全国各地党组织的经费，直接受中共中央政治局常委的领导。中共中央主席毛泽东的个人稿费也由特别会计室存入银行保管办理。该稿费毛泽东主要用于买书、办学、搞调查研究、资助身边工作人员、给民主党派及无党派人士请客送礼、退赔身边工作人员及妻子江青向地方单位索要的物品、为前妻贺子珍买药等等。每年毛泽东自己动用的稿费不到1万元。晚年他曾从稿费里批给江青3万元，1975年批给贺子珍2万元、毛岸青、李讷各8000元。1976年9月毛泽东逝世后，稿费多年未动，直到1981年中办找到李敏，才从稿费中给她8000元以及一台电冰箱、一台彩电，同时也给李讷一台电冰箱、一台彩电，余下稿费仍由特别会计室保管和掌握。一些中央领导的存款也放在特别会计室，如朱德便将发工资以来的存款存放在特别会计室，1977年1月15日其遗孀康克清致信中办主任汪东兴，遵其遗嘱将这笔存款20306.16元全部上交党组织，特别会计室不久给康克清寄来收据。
文革爆发后，中办的机构被搞乱，工作受破坏。1969年5月以后，中办特别会计室的业务划归中央办公厅管理处财务组。1976年10月时，中办下设12个处室（部、馆、校）。1988年，中办机构改革，调整后设调研室、秘书局、警卫局、机要局、机要交通局、中直管理局、中央档案馆、毛主席纪念堂管理局、特别会计室、老干部局、人事局、机关党委办公室12个局级机构。1993年12月，中办机构改革，调整后设一个副部级机构（中央档案馆暨国家档案局），10个职能局：调研室、秘书局（其中法规室是副局级机构，设在秘书局）、警卫局、机要局、机要交通局、中直管理局、特别会计室、老干部局、人事局和机关党委。

## 机构设置
- 办公室[7]
- 业务一处[7]
- 业务二处
- 业务三处[8]

## 历任领导
| 主任 - 赖祖烈（？—？） - 冯岭安（？—？） …… - 张玉斌（？—2014年6月） - 马岳利（2015年1月—） | 副主任 …… - 杨建平（1997年—2000年，2000年提为正局级） - 陈久松（2001年3月—？） …… - 顾爱民（？—？） |